# Derek Lee
Derek Lee, född 2 oktober 1948 i Halifax, Nova Scotia, är en kanadensisk jurist och politiker.